# 마라룽샤

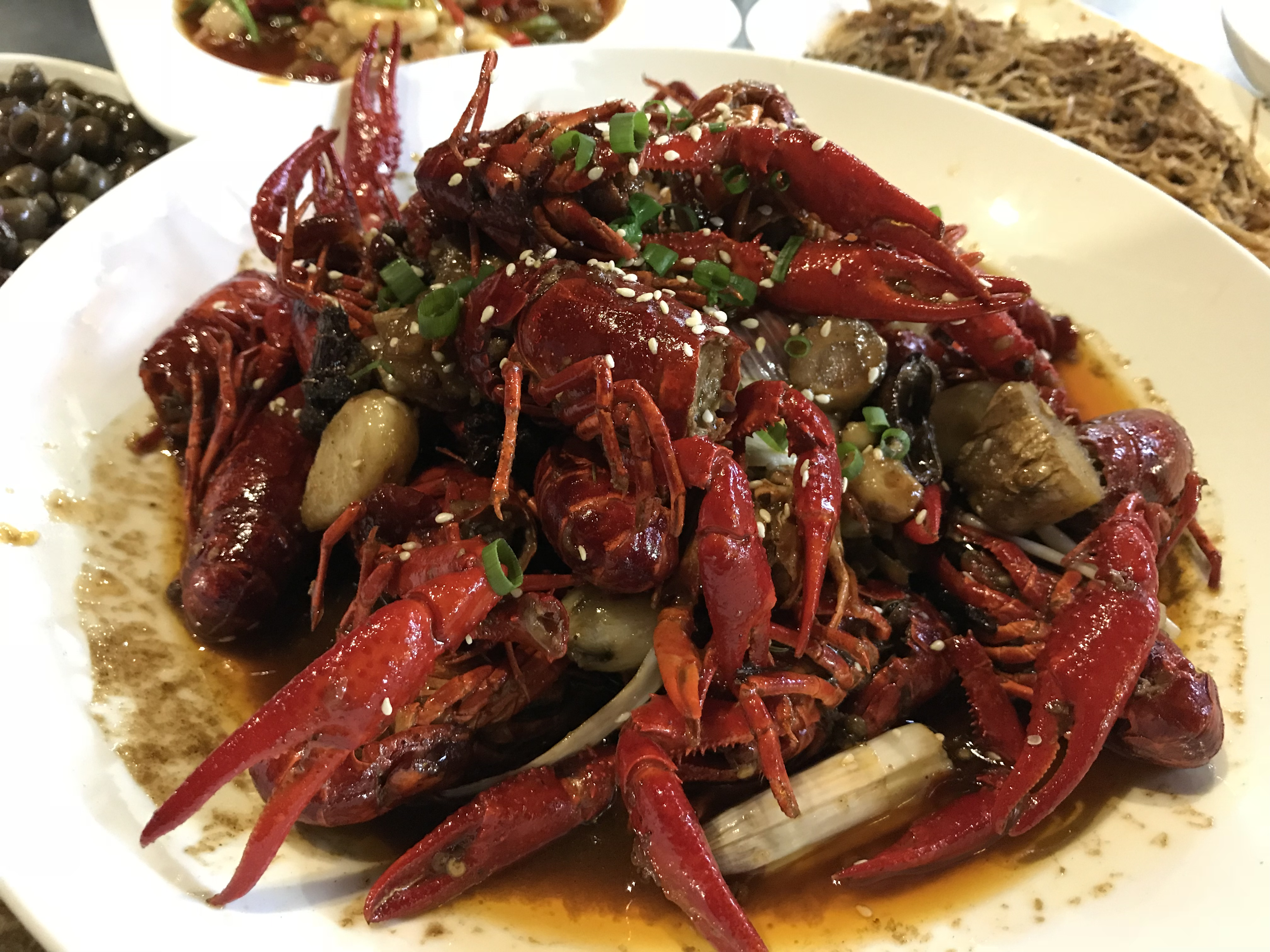

마라룽샤(중국어 간체자: 麻辣龙虾, 정체자: 麻辣龍蝦, 병음: málàlóngxiā, 한자음: 마랄룡하)는 매운 맛을 내는 중국의 향신료인 마라를 민물가재(샤오룽샤, 중국어 간체자: 小龙虾, 정체자: 小龍蝦, 병음: xiǎolóngxiā, 한자음: 소룡하)와 같이 볶은 음식이다. 대한민국에서는 2017년 영화 《범죄도시》에서 주인공 장첸이 마라룽샤를 먹는 장면으로 유명해졌다.
마라룽샤는 훠궈, 마라탕, 마라샹궈와 함께 중국 쓰촨 요리를 대표하는 음식 가운데 하나이다. 훠궈와 매우 비슷한 맛이 나며, 밥과 함께 곁들여 먹는다. 마라룽샤는 중국 후난성의 대표적인 음식으로 20세기 말 전국적으로 확산됐다.